# ガスクロマトグラフィー–質量分析法

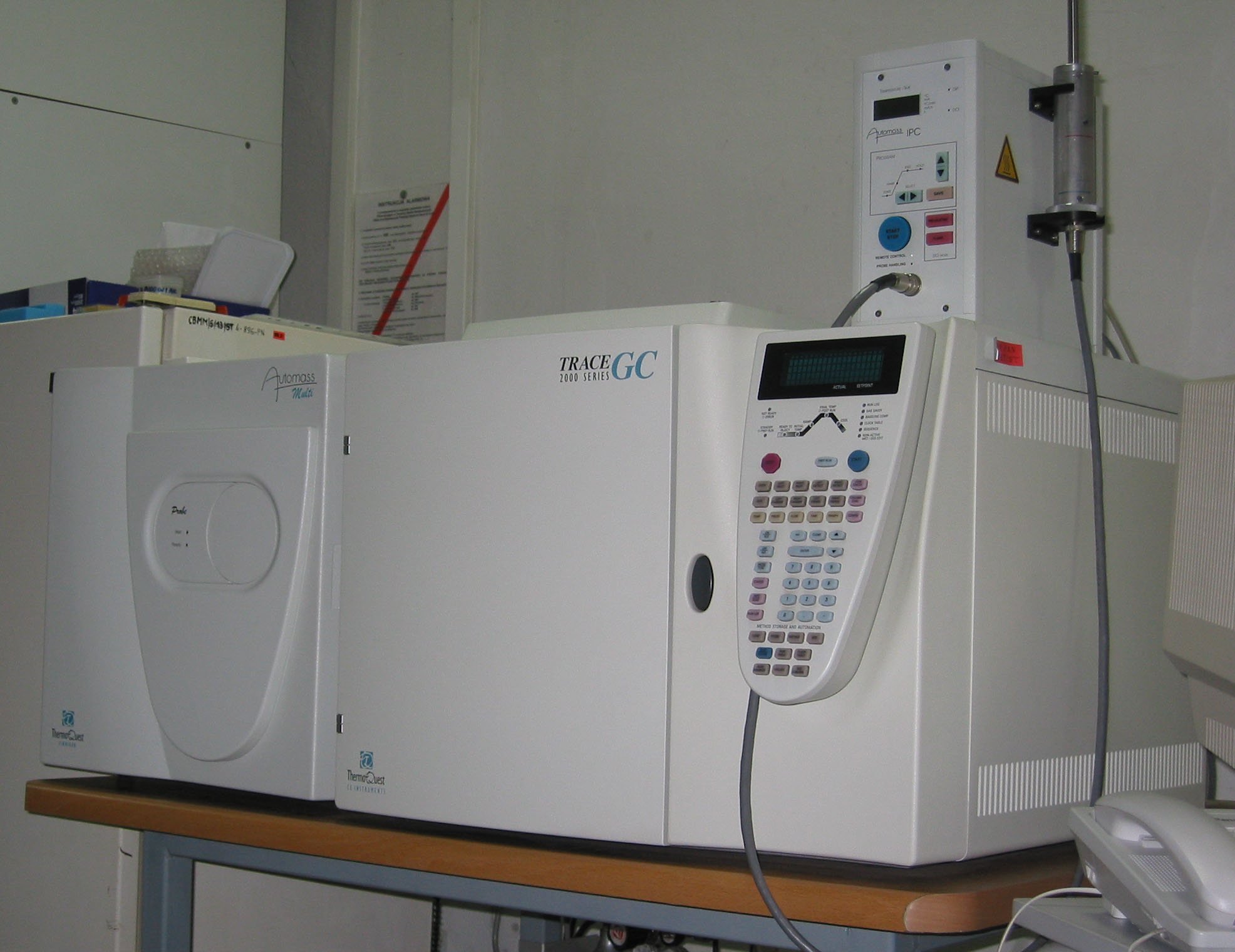
GC-MS装置の例

ガスクロマトグラフィー–質量分析法(Gas Chromatography - Mass spectrometry、GC/MS)とは、ガスクロマトグラフで分離させた種々の成分を、質量分析計で検出する方法。

## 装置構成

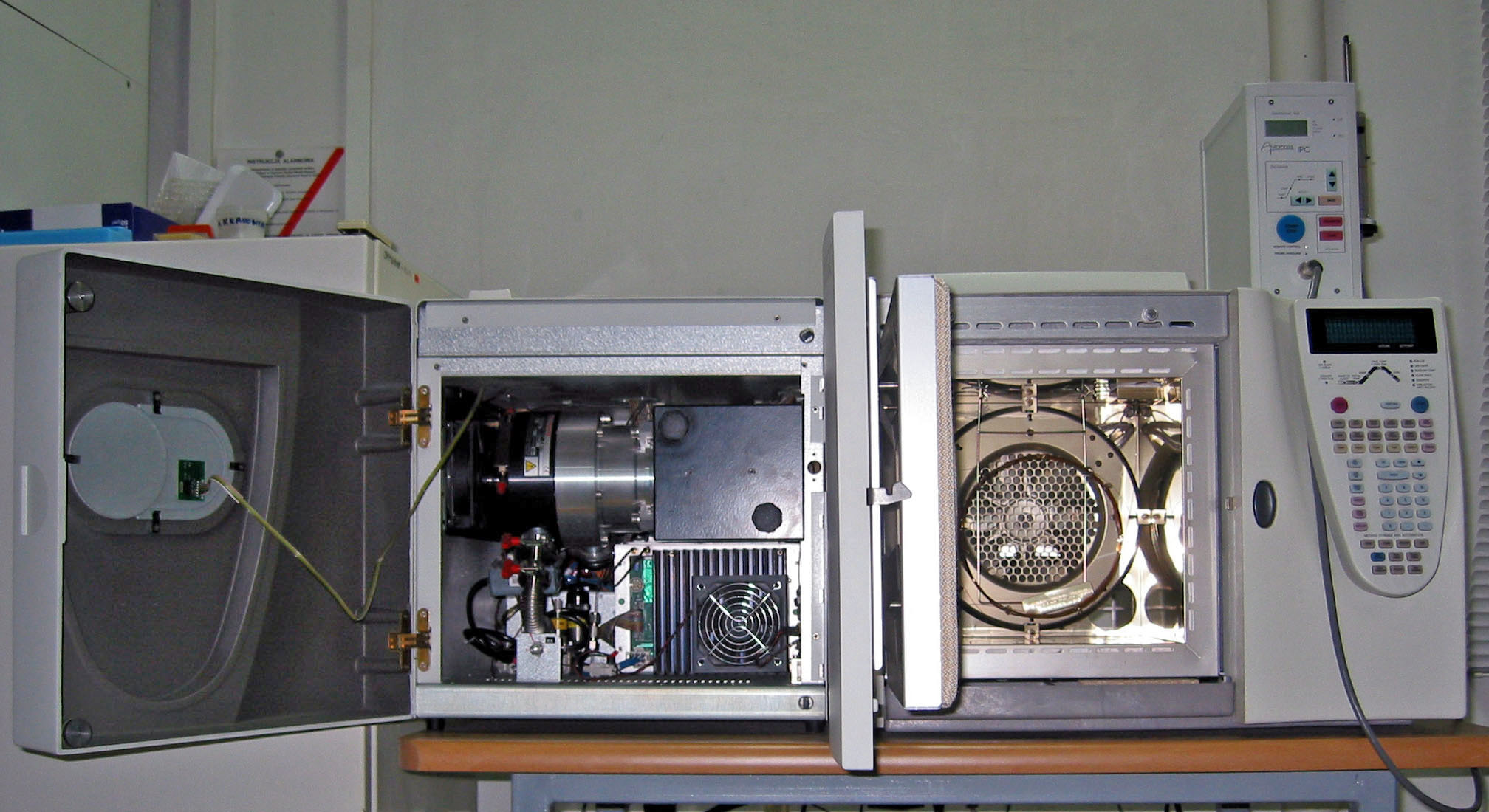
GC-MSの内部。右側がガスクロマトグラフ、左側が質量分析計。

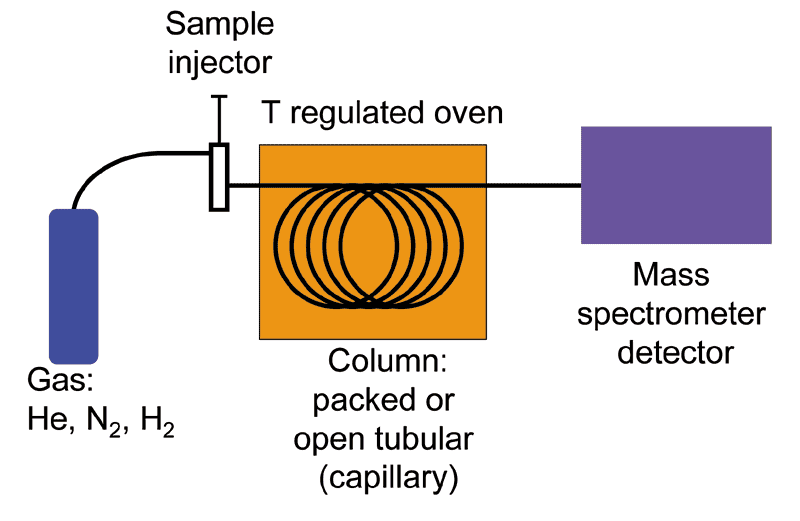
GC-MSの概略図

GC/MSはガスクロマトグラフ、インターフェース部、質量分析計から構成されている。

### ガスクロマトグラフ
通常のガスクロマトグラフィーと同様の測定条件を用いることができる。しかしGC/MSではイオン化部で10^-4Torr以下の真空が必要となるMSと結合させるため、キャリアガスの流量をMSの排気量に応じて調整したり、カラムの長さや内径を制限する必要がある。水素をキャリアガスで使用する場合は特に顕著になる。

### インターフェース部
インターフェース部はGCとMSを結合する部分である。結合方法は、キャピラリーカラムを用いるGC/MSでは直接結合法が一般的に用いられる。直接結合法では、キャピラリーカラムの出口がイオン化部の直前まで導入する。キャピラリーカラム出口が真空になるため、カラムの分離効率は１０％程度が失われる。
その他にもオープンスプリット法やジェットセパレーター法があるが、充填カラムが現在ほとんど用いられないことやデッドボリュームが大きいことなどから使用されることは少ない。
インターフェース部ではGCから出た成分の吸着や分解が起きないことが求められるため、内面は不活性化され、温度制御ができる。温度はカラム温度より少し低い温度で使用する。

### 質量分析計

#### イオン化方法
イオン化方法としては電子イオン化(Electron Ionization, EI)、化学イオン化（Chemical Ionization, CI）が一般的に用いられている。

#### 質量分析計
質量分析計としては、最も一般的な四重極型の他にも二重収束型（磁場型）、イオントラップ型、飛行時間型、イオンサイクロトロン型がある。
最近ではタンデム型のGC/MS/MSも用いられている。

## クロマトグラム

### 全イオンクロマトグラム
全イオン検出法（Total Ion Monitoring, TIM）では、指定した質量範囲の全イオン電流をモニターし、得られるクロマトグラムを全イオンクロマトグラム（Total Ion Chromatogram, TIC）と呼ばれる。GCでのガスクロマトグラムに相当する。

### SIMクロマトグラム
選択イオン検出法（Selected Ion Monitoring, SIM）では、ある特定の質量（m/z値）のイオンだけをモニターする。